# جائحة فيروس كورونا في سراوق
تم تأكيد وصول فيروس كورونا إلى ولاية سراوق، ماليزيا في آذار/مارس 2020 وحتى 11 أيار/مايو 2020، بحيث تم تأكيد إصابة 543 شخص

## خلفية
في 12 يناير 2020، أكدت منظمة الصحة العالمية عن ظهور فيروس كورونا المستجد كسبب للمرض التنفسي الذي أصاب مجموعة من الأشخاص في مدينة ووهان، مقاطعة خوبي، الصين، إذ أُبلغ عنهم إلى منظمة الصحة العالمية في 31 ديسمبر 2019. كانت نسبة الوفيات بين الحالات المُشخصة بكوفيد-19 أقل بكثير من جائحة فيروس سارس في عام 2003، لكن انتقال العدوى كان أكبر، والوفيات أيضًا.
مارس 2020
في 13 / مارس/ 2020، سجلت ولاية سراوق أول حالاتها بفيروس كورونا، حيث ثبتت نتيجة فحص ثلاثة مرضى بالفيروس في ولاية كوتشينغ. وأكدت لجنة إدارة الكوارث في سراوق في بيان لها بإنه تم تاكيد اصابة شخصين بفيروس كورونا من بين المجموعة التي حضرت تجمعا دينيا في مسجد سري بيتالينغ في كوالا لمبور في الفترة من 28 /فبراير إلى 1 /مارس.
في 14 /مارس، أبلغت لجنة سراوق لإدارة الكوارث عن تسجيل 6 حالات جديدة، مما رفع مجموع الحالات إلى تسع حالات. وقال رئيس مجلس الإدارة داتوك عمار دوجلاس اوجا انه تم تسجيل حالتين جديدتين في ليبانج بينما تم تسجيل 4 حالات جديدة في كوتشينغ. وكانت جميع الحالات الجديدة من المجموعة التي حضرت تجمعا دينيا في مسجد سري ببيتالينغ
في 15 /مارس، سجلت ولاية سراوق 11 إصابة جديدة بفيروس كورونا، ليصل المجموع الإجمالي للمصابين بالفيروس إلى 20 اصابة وكان نائب ولاية ساريكى وونج لينغ بيو من ضمن المصابين بعد ان ثبتت اصابته بالفيروس في مستشفى سيبو. وتم توجيه جميع أعضاء الحزب والمشرعين الذين كانوا على اتصال وثيق مع عضو البرلمان في الايام ال 14 الماضية إلى الحجر الصحي الذاتي لمدة اسبوعين بقرار من رئيس بلدة ساريكي سراوق داب تشونغ تشينغ جين
في 16 /مارس، قال وزير الدولة للشؤون المحلية والإسكان داتوك الدكتور سيم كوي هيان إنه تم تسجيل 14 إصابة جديدة بفيروس كورونا، وهكذا يرتفع مجموع الإصابات إلى 34 اصابة ومن بين الاصابات الجديدة 6 إصابات من كوتشينغ و4 من بيتونج و2 من ساريكي وحالة واحدة في كل من سيريان وسيمونجان وكان رامي المطرقة الماليزي المحلي جاكي وونغ سييو شييي من ضمن الحالتين اللتا ثبتت اصابتهما بالفيروس بعد زيارته لوالده في مستشفى سيبو الذي كانت نتيجة تشخيصه بالمرض إيجابية في15/ مارس.
في 17 /مارس، سجلت ولاية سراوق أول حالة وفاة جراء الإصابة بفيروس كورونا. وتوفي المصاب في مستشفى سراوق العام. كما سجلت سراوق إصابة جديدة ليصل اجمالي عدد الإصابات إلى 45 إصابة. ومن بين ال 11 حالة جديدة، هناك 6 حالات من كوتشينغ و 3 حالات من ليبمانغ وحالة واحدة من كل من بيتونج وولاس.
في 18 /مارس، أكدت لجنة إدارة الكوارث في سراوق اابة 5 اشخاص بالفيروس حيث يعالج حاليا مصابان في مستشفى سراوق العام، و2 في مستشفى سيبو، ومصاب في مستشفى بنتولو. كما فرضت حكومة سراوق تدابير تتماشى مع أمر الحكومة الاتحادية لمراقبة الحركة في الفترة من 18 مارس إلى 31 مارس 2020. وفي 19 مارس سجلت سراوق إصابة جديدة في كوتشينغ ليصل مجموع الاصابات إلى 51 اصابة
في 20 /مارس، سجلت ولاية سراوق 7 اصابات جديدة بفيروس كورونا ليصل المجموع إلى 58 اصابة. وقال نائب رئيس الوزراء داتوك عمار دوغلاس اوغاه انه تم الإبلاغ عن جميع الإصابات ال 7 في كوتشينغ ويتم حايا علاجهم في مستشفى سراوق العام. وكانت 4 من هذه الحالات من بين المجموعة التي حضرت تجمعاً دينياً في مسجد سري بيتالينغ في كوالالمبور في الفترة من 28 شباط/فبراير إلى 1 آذار/مارس وحالتان من بين المشاركين في التجمع المحلي في الكنائس بينما لا تزال حالة واحدة قيد التحقيق. حددت لجنة إدارة الكوارث الحكومية 4 مجموعات محتملة مصابة بالفيروس ومن ضمنهم الاشخاص الذين حضروا التجمع الديني في مسجد بيتالينغ السري وهي مجموعة كنيسة كوتشينغ المعمدانية، ومجموعة كنيسة زمالة الأخبار الجيدة، ومجموعة عشاء جمع التبرعات DAP ومجموعة يوم جوزيفيان في مؤسسة سانت جوزيف. وقد توصلت هيئة سراوق للوسائط المتعددة إلى جهاز تتبع بحيث يمكن استخدامه لتتبع ومراقبة مكان الأشخاص الخاضعين للحجر الصحي المنزلي من خلال ربطه بمعصمهم، كما سيتم استخدام طريقة رسم الخرائط الرقمية لتحديد النقاط الساخنة لعدوى فيروس كورونا للحد من انتشاره
في 21 /مارس، حدد فرع مجلس السلامة الوطني لسراواق سبع نقاط ساخنة تتصل بالوباء، وهي كوتشينغ وسيريان وبيونغ وساريكي وبنتولو، كما تم الإبلاغ في نفس اليوم عن وفاة امرأة تبلغ من العمر 79 عاماً وابنتها البالغة من العمر 40 عاماً، كما أبلغت لجنة سراوق لإدارة الكوارث عن 10 حالات إيجابية جديدة في الولاية -بما في ذلك كل الحالات التي توفيت في نفس اليوم- مما جعل إجمالي الإصابات يصل إلى 68 حالة
في 22 مارس، سجلت لجنة سراوق لإدارة الكوارث 8 حالات جديدة مصابة بفيروس كورونا وبذلك بلغ العدد الإجمالي للحالات 76 حالة. وفي 23 مارس/آذار، أبلغت لجنة سارواك عن وفاة شخص يبلغ من العمر 49 عاماً من بلدة كوشينج، وامرأة تبلغ من العمر 51 عاماً من مدينة ليمبانج جراء الإصابة بالفيروس. كما سجلت ولاية سراوق 6 حالات جديدة للإصابة بفيروس كورونا، وكلها من كوشينج، وبذلك بلغ مجموع الحالات 82 حالة. كما أعلن رئيس الوزراء في سراوق داتوك باتنغي أبانغ جوهاري تون فونغ عن حزمة مساعدات خاصة بقيمة 1.15 مليار رينغت للحد من تأثير فيروس كورونا على الولاية
في 24 /مارس، سجلت ولاية سارواك 5 حالات جديدة للإصابة بفيروس كورونا منها حالتان من مستشفى سراوق العام ومستشفى سيبو وواحدة في مستشفى ميري. ووفقا لإحصاءات لجنة إدارة الكوارث في سراوق، فإن إحدى الحالات الجديدة في مستشفى سراوق العام هي من التجمع الديني في مسجد سري بيتالينغ في كوالالمبور، بينما تتصل الأخرى بمجموعة الكنائس. والحالتان الجديدتان في مستشفى سيبو هما أيضا من التجمع الديني في مسجد سري بيتالينغ في كوالالمبور
وفي 25 /مارس تم تسجيل 4 حالات إصابات جديدة، ليصل المجموع إلى 91 اصابة. وتم الكشف عن 4 اصابات جديدة أخرى في اليوم التالي.
في 27 مارس/ قالت لجنة إدارة الكوارث في ولاية سراوق إن لقد تم تسجيل 15 اصابة جديدة حيث يتم علاج جميع الاصابات في مستشفى سراوق العام. وقد تم تتبع 7 منهم إلى وجود اتصالات وثيقة مع ثلاثة من أفراد الأسرة الذين توفوا بسبب الفيروس بسبب حالة مستوردة من إيطاليا، و4 من كنيسة زمالة الأخبار الجيدة في كوتشينغ والأربعة الآخرين للتجمع الديني في مسجد سري بيتالينغ في كوالالمبور.
في 28 /مارس سجلت ولاية سراوق 8 اصابات جديدة، وتم شفاء 7 منهم في مستشفى سراوق العام وحالة واحدة في مستشفى سيبو. كما سجلت سراوق 9 مرضى تم علاجهم وخرجوا من المستشفى. وفي 29 /مارس، تم تسجيل 11 اصابة جديدة في مستشفى سراوق العام ليصل المجموع إلى 129 اصابة
في 30 /مارس سجلت سراوق حالتا وفاة جراء الإصابة بفيروس كورونا إحداهما من مستشفى سراوق العام والأخرى من مستشفى ميري. وتم تسجيل 6 اصابات جديدة في الولاية ليصل إجمالي الاصابات إلى 135 اصابة بحيث سجلت 3 اصابات في مستشفى سراوق العام واصابتين في مستشفى ميري واصابة واحدة في مستشفى سيبو. وفي 31 مارس/ سجلت ولاية سراوق أول حالة وفاة أجنبية في البلاد لمحاضر إندونيسي في مستشفى سراوق العام. كما تم تسجيل 21 اصابة جديدة بالولاية وشفاء 5 مرضى آخرين وخروجهم من المستشفى.
أبريل /2020
في 1 / أبريل سجلت ولاية سراوق 32 اصابة جديدة، حالة واحدة من ساماراهان والحالات المتبقية من كوتشينغ وفي 2 أبريل/ قالت لجنة إدارة الكوارث في سراوق إنه تم تسجيل 23 اصابة جديدة وحالة وفاة واحدة، ليصل مجموع الاصابات إلى 211 اصابة. وسجلت 28 اصابة جديدة أخرى في الولاية في اليوم التالي.
في 4 /أبريل سجلت ولاية سراوق حالة وفاة أخرى بفيروس كورونا، وهكذا يصل عدد الوفيات إلى 10 أشخاص. كما سجلت الولاية اصابة جديدة منها 13 اصابة من مستشفى سراوق العام واصابة واحدة من مستشفى سيبو ومستشفى ميرى وفي / 5 أبريل كما تم تسجيل 10 اصابات جديدة في الولاية مع حالتي وفاة جديدتين من مستشفى سراوق العام.
في 6 /أبريل تم تسجيل 9 اصابات جديدة بفيروس كورونا ليصل المجموع إلى 273 اصابة. وحتى الآن شفي 34 مريضا وخرجوا من المستشفى. كما تم تسجيل 15 اصابة جديدة في الولاية في اليوم التالي، حيث تم علاج 14 حالة في مستشفى سراوق العام وحالة واحدة في مستشفى ميري
في 8/أبريل اعلنت لجنة سراوق لإدارة الكوارث عن تسجيل 18 اصابة جديدة ليصل مجموع الاصابات إلى 306 اصابة.و لقد خرج 39 مريضا من المستشفى بعد تأكيد شفاءهم.